# 謙虚
| ウィキペディアには「謙虚」という見出しの百科事典記事はありません（タイトルに「謙虚」を含むページの一覧/「謙虚」で始まるページの一覧）。 代わりにウィクショナリーのページ「謙虚」が役に立つかもしれません。 |